# Dragoraj
Dragoraj är ett samhälle i Bosnien och Hercegovina.   Det ligger i entiteten Republika Srpska, i den västra delen av landet, 140 km nordväst om huvudstaden Sarajevo. Dragoraj ligger 638 meter över havet och antalet invånare är 152.
Terrängen runt Dragoraj är kuperad åt nordost, men åt sydväst är den bergig. Närmaste större samhälle är Mrkonjić Grad, 18,0 km öster om Dragoraj. 
Omgivningarna runt Dragoraj är en mosaik av jordbruksmark och naturlig växtlighet. Runt Dragoraj är det ganska tätbefolkat, med 67 invånare per kvadratkilometer.